# Tiroteio no Colégio Estadual Professora Helena Kolody
O tiroteio no Colégio Estadual Professora Helena Kolody refere-se a um ataque a tiros no Colégio Estadual Professora Helena Kolody, Cambé, no Paraná, na manhã de 19 de junho de 2023. O atirador, Marcos Vinícius da Silva Damas, um ex-aluno da instituição de 21 anos, matou os adolescentes Karoline Verri Alves, 17, e Luan Augusto da Silva, 16, e, aparentemente, se suicidou dois dias depois na prisão.
Outras cinco pessoas foram presas em conexão com o crime. 

## Contexto
Segundo a Universidade Estadual de Campinas (Unicamp), houve pelo menos 30 ataques violentos em escolas no Brasil nos últimos 21 anos (entre janeiro de 2002 e maio de 2023) e 36 pessoas morreram nas tragédias. Os dados também apontam para um aumento deste tipo de crime nos últimos anos, sendo que de 2002 até 2021 houve, no máximo, três ataques por ano, mas desde então foram dez em 2022 (Rio de Janeiro, Espírito Santo, Bahia, Ceará e São Paulo) e sete em 2023, até maio (São Paulo, Rio de Janeiro, Amazonas, Goiás, Ceará e Mato Grosso do Sul).

## Crime
Por volta das 9h30, o ex-estudante de 21 anos, Marcos Vinícius da Silva Damas, conseguiu ter acesso ao local com a desculpa de que iria solicitar um histórico escolar. Damas se dirigiu a dois estudantes, Luan Augusto e Karoline Verri, que são namorados e que estavam jogando ping-pong, antes que ambos fossem baleados na cabeça pelo atirador. De acordo com uma aluna, quando Augusto foi se virar para Vinicius e percebeu sua arma, ele se abaixou, antes que Vinicius atirasse em sua cabeça, que também acabou atingindo Verri.
A professora Nara Cordeiro relatou que estava dando aula no horário do ataque: "A nossa preocupação é que a gente não sabia onde estava o atirador." O desespero era se ele estava na rua, se ele estava na escola... Um desespero enorme porque ele poderia pegar as crianças aqui fora." O tiroteio causou pânico e fez com que muitos estudantes começassem a fugir da escola.
Durante o ataque, o botão de pânico foi acionado e imediatamente as autoridades se dirigiram ao local, poucos minutos após o início do atentado.
Durante o ataque, Joel de Oliveira, 62, funcionário de uma clínica próximo à escola, escutou os disparos. Quando foi verificar o que estava acontecendo, percebeu o ataque. Oliveira fingiu e disse ser policial para fazer Vinícius se render e ser imobilizado. Vinícius achou que o celular que Oliveira estava usando era uma arma, facilitando sua rendição até a chegada das autoridades. No ataque, Damas disparou 16 tiros.
Os policiais encontraram um carregador de arma de fogo, uma pistola e vários projéteis na posse do atirador, além de um caderno com anotações sobre ataques em escolas, incluindo o ataque em Suzano, em São Paulo.

## Vítimas
No ataque, dois estudantes foram baleados na cabeça. Uma aluna de 17 anos e um aluno de 16 anos, ambos tiveram lesões com maior gravidade. A aluna de 17 anos morreu no local e o aluno de 16 anos foi socorrido e levado ao hospital. As vítimas foram identificadas como:
- Karoline Verri Alves, estudante de 17 anos:

Verri foi atingida na cabeça por Vinícius e, apesar do grave ferimento, Verri acabou falecendo no local, antes que a ajuda médica chegasse.
- Luan Augusto da Silva, estudante de 16 anos:

Augusto foi baleado na cabeça também por Vinícius, ele conseguiu sobreviver até a chegada da ambulância, que imediatamente o levou para o Hospital Universitário (HU) de Londrina. Mas no dia seguinte, Augusto acabou falecendo no hospital, no dia 20.  Às 3h56 da madrugada, após ter uma parada cardiorrespiratória.

## Autor
Após ser preso, o atirador foi identificado como Marcos Vinicius da Silva Damas. No ano de 2022, já havia tentado esfaquear um aluno na escola de Rolândia. Ele havia planejado o ataque desde 2020 e planejava atingir o máximo de estudantes possível. Quando foi interrogado por policiais, ele afirmou que não cometeu o crime antes por falta de condições financeiras.
Vinícius foi alvo de bullying desde 2014, quando era estudante da instituição atacada. De acordo com o delegado-chefe da Polícia Civil de Londrina, Fernando Amarantino Ribeiro, Vinícius havia comprado o revólver há um mês e meio e a machadinha há alguns dias antes, no dia 10.
Vinícius havia planejado criar um explosivo, mas desistiu e havia marcado o ataque no dia 20 de abril. Em maio de 2021, Vinícius se dirigiu ao colégio para fazer um levantamento do local. Vinicius havia adquirido a arma usada no ataque e 50 munições em Rolândia. O valor da compra foi de 4,5 mil reais.
No dia 20, Vinícius cometeu suicídio na sua cela por enforcamento e foi encontrado mais tarde por um detento.

## Consequências

### Consequências
Após o ataque, a escola foi fechada por 1 semana antes de ser reaberta no dia 27 de junho. A segurança foi reforçada após o ataque, policiais e agentes começaram a monitorar a frente da escola e a saída dos estudantes. Integrantes do Comitê Intersetorial de Prevenção, Monitoramento e Segurança em Escolas do Paraná se reuniram para discutir a segurança nas instituições educacionais. Algumas sugestões como atividades de proteção de jovens contra o bullying, análise de situações de risco, desenvolvimento de mecanismos de combate à violência e entre outras sugestões elaboradas pelos integrantes.

### Apreensões de suspeitos de envolvimento no ataque
Mais tarde, investigações descobriram que possíveis outras pessoas também estavam conectadas com o crime e começaram uma série de prisões. Que terminou com outros cinco homens detidos.
- Homem não identificado de 21 anos, detido no dia 19 de junho, horas depois do ataque, no município de Rolândia, Paraná. Detido suspeito de ajudar a organizar o crime.[28]
- Homem não identificado de 18 anos, detido no dia 21 de junho, no município de Gravatá, Pernambuco.[29]
- Homem não identificado de 35 anos, detido no dia 23 de junho, no município de Rolândia, Paraná.[30]
- Homem não identificado de 39 anos, detido no dia 26 de junho, no município de Rolândia, Paraná.[31]
- Homem não identificado de 19 anos, detido em 11 de julho, no município de Santo André, São Paulo. É suspeito de instigar o atirador a cometer o ataque.[32]

### Morte do agressor
Vinícius ficou preso na Casa de Custódia de Londrina, no dia seguinte do ataque, Vinícius tirou a própria vida, se enforcando com uma corda na cela e mais tarde encontrado por um detento, seu corpo foi levado ao IML.

## Reações
O presidente Luiz Inácio Lula da Silva lamentou o ataque usando sua conta no Twitter: “Recebo com muita tristeza e indignação a notícia do ataque no Colégio Estadual Professora Helena Kolody, em Cambé, no Paraná. Mais uma jovem vida tirada pelo ódio e a violência que não podemos mais tolerar dentro das nossas escolas e na sociedade. É urgente construirmos juntos um caminho para a paz nas escolas. Meus sentimentos e preces para a família e comunidade escolar”, declarou o presidente.
O governador do Paraná, Ratinho Júnior (PSD), decretou luto oficial de três dias e também escreveu em seu Twitter que “A violência do brutal ataque em uma escola estadual em Cambé causa indignação e pesar. O assassino foi preso, será julgado e condenado pelo crime bárbaro que cometeu. Como governador e pai a minha solidariedade aos familiares nesse momento de dor tão profunda. Paraná está em luto”.
A prefeitura de Cambé emitiu uma nota em seu portal onde expressa "profundo pesar e consternação diante do ataque sofrido". "A perda de uma jovem estudante, que tinha toda a vida pela frente, é um golpe devastador para toda a comunidade escolar e para a cidade como um todo. É um episódio que nos deixa profundamente abalados e nos leva a refletir sobre a importância de fortalecer os laços de proteção, promovendo a segurança das nossas crianças e professores", lamentou o prefeito Conrado Scheller.